# Dème de Tópiros
Le dème de Tópiros (grec moderne : Δήμος Τοπείρου ) est un dème du district régional de Xánthi, dans la périphérie de Macédoine-Orientale-et-Thrace en Grèce. Créé en 1997, par la fusion de huit municipalités, il n'a pas été touché par la réforme des dèmes de 2011.
Son siège est la localité d'Éflalo (en grec moderne : Εύλαλο, en turc : İnhanlı).
Il tient son nom de la cité antique de Topeiros, dont le site est situé sur son territoire.

## Cité antique
La cité de Topeiros est un ancien peuplement thrace, devenu un grand centre urbain à l'époque impériale et qui a continué à survivre jusqu'à l'époque de l'Empire byzantin. Aujourd'hui, ses ruines en partie romaines et en partie byzantines se trouvent un peu au sud du village de Paradisos, où se trouve un passage sur le fleuve Nestos. La ville fonctionnait en tant que centre tribal, administratif et religieux pour la tribu thrace des Sapaioi. 
À cause de son intérêt stratégique, le site a été reconstruit au début du IIe siècle sur le modèle de la cité-État grecque par l'empereur Trajan, qui avait planifié d'urbaniser la Thrace. Elle s'appelait alors Ulpia Topirus en latin. Sur son territoire, qui s'étendait des deux côtés du fleuve Nestos, se trouvait un dense réseau d'établissements ruraux et de châteaux, ainsi que plusieurs stations romaines de la via Egnatia.